# Irmantas Stumbrys
Irmantas Stumbrys (Tauragė, 30 maggio 1972 – Panevėžys, 16 novembre 2000) è stato un calciatore lituano, di ruolo centrocampista.

## Biografia
Morì nel novembre 2000 a Panevėžys, in Lituania: il suo corpo è stato trovato nella sua auto con un colpo alla testa. La polizia dichiarò che si trattò di un suicidio un suicidio.
Al momento del decesso aveva una moglie e un figlio.

## Carriera

### Club
Cominciò la sua carriera nel 1990 con l'Ekranas, quando la squadra disputava la Baltic League, visto che la Lituania divenne indipendente dall'Unione Sovietica solo l'anno dopo. Con l'Ekranas vinse il Campionato lituano 1992-1993, il che gli consentì di esordire nelle coppe europee: giocò infatti il doppio confronto contro il Floriana valido per il turno preliminare di UEFA Champions League 1993-1994, che sancì l'immediata eliminazione dei lituani. Nell'estate del 1995 si passò al Kareda-Sakalas Š. dove rimase fino al 1997, quandò si trasferì in Russia nello Zenit San Pietroburgo.
Il 17 marzo 1997 esordì subito nella prima giornata del massimo campionato russo contro il Fakel Voronež; il 18 giugno dello stesso anno segnò il suo primo e unico gol nel campionato russo nel pareggio contro il Baltika.
All'inizio del 1998 tornò all'Ekranas in prestito annuale. Tornanto a inizio 1999 allo Zenit, giocò esclusivamente nella formazione riserve che militava in terza serie. Dall'estate del 1999 passò alla Torpedo-ZIL, club con cui nella stagione 2000 conquistò l'accesso alla massima serie.

### Nazionale
Tra il 1991 ed il 1999 ha totalizzato complessivamente 37 presenze e due reti con la maglia della nazionale lituana.
Il suo esordio avvenne il 17 novembre 1991 nella gara di Coppa del Baltico 1991 contro la Lettonia, quandò entrò nella ripresa al posto di Tomas Ramelis; la gara consentì alla Lituania di vincere il torneo, successo bissato l'anno seguente sempre con il contributo di Stumbrys, stavolta presente nella gara contro l'Estonia.
Il suo primo incontro in partite ufficiali avvenne il 16 giugno 1993 contro l'Irlanda, nella gara valida per le qualificazioni al campionato mondiale di calcio 1994. La sua prima rete in nazionale risale al 25 maggio 1994, quando, ancor prima di compiere 21 anni, realizzò il gol del definitivo 5-3 nell'amichevole persa contro la Rep. Ceca.
Con la nazionale vinse la Coppa del Baltico altre tre volte: nel 1994, 1996 e 1998; in quest'ultima circostanza andò a segno per la seconda e ultima volta, nella vittoria contro la Lettonia.

## Palmarès

### Club

#### Competizioni nazionali
- Campionato lituano: 1

Ekranas: 1992-1993

### Nazionale
- Coppa del Baltico: 5

1991, 1992, 1994, 1996, 1998